# 新潟県道455号上小沢北条線
新潟県道455号上小沢北条線（にいがたけんどう455ごう かみこざわきたじょうせん）は、新潟県妙高市内を通る一般県道である。

## 概要

### 路線データ
- 起点：新潟県妙高市大字上小沢字中（新潟県道254号上小沢上越妙高停車場線交点）
- 終点：新潟県妙高市大字吉木字二月田854番３[1]（吉木交差点＝新潟県道30号新井柿崎線交点）

## 地理

### 通過する自治体
- 新潟県妙高市

### 接続する道路
- 新潟県道254号上小沢上越妙高停車場線（起点：妙高市大字上小沢字中、妙高市営バス「上小沢バス停」付近）
- 妙高市道（妙高市大字上堀之内、妙高市営バス「小濁入口バス停」付近）

この間未開通（国道292号を介して迂回可能）
- 妙高市道（妙高市大字川上）
- 新潟県道30号新井柿崎線（終点：妙高市大字吉木字二月田）

### 周辺
- えちごトキめき鉄道妙高はねうまライン 新井駅
- 国道292号 飯山街道
- 新潟県警察 妙高警察署
- 妙高市立新井南小学校
- 妙高市立姫川原小学校
- 妙高市立新井中央小学校
- 新潟県労働金庫 新井支店
- 泉郵便局
- 鳥坂郵便局
- 水上簡易郵便局
- 原信 美守店
- 関川